# Acanthanectes rufus
Acanthanectes rufus е вид лъчеперка от семейство Tripterygiidae. Видът е незастрашен от изчезване.

## Разпространение и местообитание
Разпространен е в Южна Африка.
Среща се на дълбочина от 15 до 19,5 m, при температура на водата около 20,5 °C и соленост 35,4 ‰.

## Описание
На дължина достигат до 3,6 cm.